# Mata'pang
Mata’pang (muerto en 1680) fue un jefe chamorro de la aldea Tumon en la isla de Guam (Marianas) que es conocido en historia principalmente por haber asesinado al sacerdote jesuita español Diego Luis de San Vitores y al mártir católico de  Filipinas de 18 años de edad de nombre Pedro Calungsod el 2 de abril de 1672. Ambos misioneros fueron beatificados por el papa Juan Pablo II. Mata’pang lideró también movimiento de resistencia al Imperio español, pero sucumbió cuando la armada española sitió la isla de Rota y los jefes chamorros se rindieron entregando a Mata’pang, quien era especialmente perseguido por los ibéricos en venganza por la muerte de San Vitores.

## Significado del nombre
En el antiguo idioma chamorro, Mata’pang significa purificarse. La acepción actual es valiente y firme.

## Conversión y apostasía
Mata’pang fue uno de los miembros de la alta casta de los chamorros que aceptó ser bautizado por los misioneros del padre Diego de San Vitores. Sin embargo, como muchos otros chamorros, pronto renunció a la conversión, un acto que en cristianismo es conocido como apostasía. Los apóstatas chamorros comenzaron a hacer resistencia a la acción de los misioneros, a los cuales veían con desconfianza porque estaban cambiando tradiciones y culturas chamorras. Además, circulaba el rumor que la muerte de algunos bebes después de que eran bautizados, se debía a que los misioneros ponían veneno en las aguas utilizadas en las ceremonias.

## Asesinato del padre Diego y del catequista Pedro
El 2 de abril de 1672 Mata’pang buscó la ayuda de un guerrero de nombre Hurao para asesinar a dos de los misioneros que habían llegado a su aldea y que habían bautizado sin su permiso a su hija recién nacida. Se trataba del mismo jefe de la misión católica, el sacerdote jesuita español Diego de San Vitores y su sacristán, un muchacho filipino de tan solo 18 años de nombre Pedro Calungson.
Los dos chamorros atacaron primero al muchacho con lanzas. A pesar de que Pedro podría haber huido por ser más joven, no lo quiso hacer tratando de proteger la vida del padre Diego. El muchacho pronto sucumbió a los ataques de los dos guerreros. El padre Diego le suministró los últimos sacramentos y después fue asesinado.
Las dos víctimas fueron arrojadas al mar.

## Persecución de Mata’pang
El evento fue visto por los misioneros como un acto heroico de martirio lo que haría que tres siglos después la Iglesia Católica los declarase mártires y beatos, es decir, que dieron su vida por defender el Evangelio.
Pero al mismo tiempo atrajo la furia del Imperio Español, que ordenó la cacería de Mata’pang y la subyugación definitiva de los chamorros.
Hurao fue capturado pocos días después de las muertes y ejecutado. Mata’pang recibió un impacto de mosquete cuando huía de Tumon.
Tomó entonces refugio en la isla de Rota, en donde se unió a fuerzas de resistencia en contra de España. En 1675 la armada española quemó una aldea en su búsqueda, pero el jefe logró huir de nuevo con vida.
Por orden del gobernador José de Quiroga, se incrementaron las fuerzas de la armada para someter a los chamorros y capturar a Mata’pang.
La ofensiva definitiva se dio entonces cuando los jefes chamorros de Rota, temerosos de una incursión desastrosa de la armada europea, decidieron entregar a Mata’pang. Sus propios compatriotas lo apuñalaron mientras lo capturaban y, aún con vida, lo transportaron en canoa hacia Guam, pero las heridas lo hicieron morir en el camino. Entonces lo decapitaron, arrojaron su cuerpo al mar y llevaron su cabeza a los jefes españoles.

## Lecturas complementarias
- Jefe Kepuha
- Gadao
- Guam